# Altdorf (Schaffhausen)
Altdorf egy település volt Svájcban, Schaffhausen kantonban. 2009. január 1-jén Altdorf egyesült Bibernnel, Hofennel, Opfertshofennel és Thayngennel, így létrejött Thayngen önkormányzata.

## Története
1944 februárjában egy vadászrepülőgép megtámadta a falut. Kezdetben azt feltételezték, hogy az Amerikai Egyesült Államok gépéről volt szó, ami tévedésből támadta meg a német határ közelében lévő települést. Hans Ruh (1933) helyi lakos szerint viszont a repülőgép német volt.
A középkorban Hegau, Nellenburg földgrófság, az egykori Ausztria és 1723-tól Schaffhausen városának egymást követő birtokai, Altdorf falu 1633-ban a harmincéves háború során pusztult el. Az önkormányzat integrálódott Thayngen városába 2009. január 1., akárcsak Bibern, Hofen és Opfertshofen. 2015 óta Óbuda-Békásmegyer testvérvárosa.[forrás?]

## Földrajz
Altdorf az ország északi részén, a németországi határon található. Altdorf ad otthont Svájc legészakibb szőlőültetvényének, amelyet Albert Fehr művel. Ezen kívül van néhány kilátó, ahonnan jó időben még a Churfirsten is látható.[forrás?]

## Közlekedés
Postabuszok naponta közlekednek Thayngenbe és Schaffhausenbe, valamint buszjáratok Altdorfba.

## Népesség
| Év        | 1850 | 1860 | 1880 | 1900 | 1910 | 1930 | 1950 | 1970 | 1980 | 1990 | 2000 | 2007 |
| Lélekszám | 260  | 276  | 235  | 211  | 191  | 155  | 182  | 144  | 145  | 167  | 202  | 209  |

## Fordítás
- Ez a szócikk részben vagy egészben  az   Altdorf SH című német Wikipédia-szócikk ezen változatának fordításán alapul.  Az eredeti cikk szerkesztőit annak laptörténete sorolja fel. Ez a jelzés csupán a megfogalmazás eredetét és a szerzői jogokat jelzi, nem szolgál a cikkben szereplő információk forrásmegjelöléseként.